# Du pain et des roses (album)
Pour les articles homonymes, voir Du pain et des roses.
Albums de Angelo Branduardi
Momo
(1986) Secondo Ponzio Pilato
(1988)
Du pain et des roses est un album de musique interprété par Angelo Branduardi.

## L'album
Il s'agit de la version française de l'album italien Pane e rose sorti également en 1988.

## Liste des titres
- L'arbre
- Lettre à un père
- Le premier de la classe
- Les fruits
- Le miracle de Gõiania
- Il pleut (en version CD uniquement)
- La vie orange
- Angela, Angelina
- Mise en boîtes
- Faim de soleil
- Barbe-Bleue
- Toi, ma femme

Paroles : Pierre Grosz / Musique : Angelo Branduardi

## Musiciens
- Angelo Branduardi : guitare, violon
- Marco Canepa : piano, claviers
- Jose de Ribamar « Papete » : percussions
- Maurizio Fabrizio : guitares
- Claudio Guidetti : claviers, basse, Stick
- Adriano Mondini : cuivres
- Charlie Morgan : batterie